# Fußball-Weltmeisterschaft 1982/Kamerun
Dieser Artikel behandelt die kamerunische Fußballnationalmannschaft bei der Fußball-Weltmeisterschaft 1982.

## Qualifikation

### Erste Runde
| Kamerun | - | Malawi  | 3:0 |
| Malawi  | - | Kamerun | 1:1 |

### Zweite Runde
| Kamerun  | - | Simbabwe | 2:0 |
| Simbabwe | - | Kamerun  | 1:0 |

### Dritte Runde
| Zaire   | - | Kamerun | 1:0 |
| Kamerun | - | Zaire   | 6:1 |

### Finalrunde
| Marokko | - | Kamerun | 0:2 |
| Kamerun | - | Marokko | 2:1 |

## Kamerunisches Aufgebot
| Nummer / Name | Nummer / Name         | Damaliger Verein     | Geburtstag/Alter | Länderspiele |
| Torhüter      |                       |                      |                  |              |
| 1             | Thomas N’Kono         | Canon Yaoundé        | 20.07.1956       |              |
| 12            | Joseph-Antoine Bell   | Africa Sports        | 08.10.1954       |              |
| 22            | Simon Tchobang        | Dynamo Douala        | 31.08.1951       |              |
| Abwehr        |                       |                      |                  |              |
| 2             | Michel Kaham          | Stade Quimper        | 01.06.1951       |              |
| 3             | Edmond Enoka          | Dragon Douala        | 17.12.1955       |              |
| 4             | René N’Djeya          | Union Douala         | 09.10.1953       |              |
| 5             | Elie Onana            | Federal Foumban      | 13.10.1951       |              |
| 15            | François N’Doumbé Lea | Union Douala         | 30.01.1954       |              |
| 16            | Ibrahim Aoudou        | AS Cannes            | 23.08.1955       |              |
| Mittelfeld    |                       |                      |                  |              |
| 6             | Emmanuel Kundé        | Canon Yaoundé        | 15.07.1956       |              |
| 7             | Ephrem M’Bom          | Canon Yaoundé        | 18.07.1954       |              |
| 8             | Grégoire M’Bida       | Canon Yaoundé        | 27.01.1955       |              |
| 11            | Charles Toubé         | Tonnerre Yaoundé     | 22.01.1958       |              |
| 14            | Théophile Abega       | Canon Yaoundé        | 09.07.1954       |              |
| 17            | Joseph Kamga          | Union Douala         | 17.08.1953       |              |
| 19            | Joseph Enanga         | Union Douala         | 28.08.1958       |              |
| Angriff       |                       |                      |                  |              |
| 9             | Roger Milla           | SC Bastia            | 20.05.1952       |              |
| 10            | Jean-Pierre Tokoto    | Jacksonville Tea Men | 26.01.1948       |              |
| 13            | Paul Bahoken          | AS Cannes            | 07.07.1955       |              |
| 18            | Jacques N’Guea        | Canon Yaoundé        | 08.11.1955       |              |
| 20            | Alain Eyobo           | Dynamo Douala        | 17.10.1961       |              |
| 21            | Ernest Ebongué        | Tonnerre Yaoundé     | 15.05.1962       |              |
| Trainer       |                       |                      |                  |              |
|               | Jean Vincent          |                      | 29.11.1930       |              |

## Spiele der kamerunischen Mannschaft

### Erste Runde
| Pl. | Land    | Sp. | S | U | N | Tore    | Diff. | Punkte |
| --- | ------- | --- | - | - | - | ------- | ----- | ------ |
| 1.  | Polen   | 3   | 1 | 2 | 0 | 005:100 | +4    | 04:20  |
| 2.  | Italien | 3   | 0 | 3 | 0 | 002:200 | ±0    | 03:30  |
| 3.  | Kamerun | 3   | 0 | 3 | 0 | 001:100 | ±0    | 03:30  |
| 4.  | Peru    | 3   | 0 | 2 | 1 | 002:600 | −4    | 02:40  |

- Peru –  Kamerun 0:0 (0:0)

Stadion: Estadio Riazor (A Coruña)
Zuschauer: 11.000
Schiedsrichter: Wöhrer (Österreich)
Tore: keine
- Polen –  Kamerun 0:0 (0:0)

Stadion: Estadio Riazor (A Coruña)
Zuschauer: 19.000
Schiedsrichter: Ponnet (Belgien)
Tore: keine
- Italien –  Kamerun 1:1 (0:0)

Stadion: Estadio Balaídos (Vigo)
Zuschauer: 20.000
Schiedsrichter: Dotschew (Bulgarien)
Tore: 1:0 Graziani (60.), 1:1 M’Bida (61.)
Von den sechs Spielen der Gruppe 1 endeten fünf Remis. Nur Polen (mit Lato) konnte Peru mit 5:1 abkanzeln. Für die WM-Dritten von 1974 bedeutete dies den Gruppensieg, während Italien dank des besseren Torverhältnisses (2:2) Zweiter vor dem überraschend starken Team von Kamerun (1:1) wurde. Italien kam somit ohne einen Sieg in die zweite Runde.